# Littérature bourgeoise
L’histoire littéraire distingue sous le nom de littérature bourgeoise ou satirique des œuvres moralisatrice, comiques ou satiriques, qui avaient la préférence du public populaire et bourgeois. Il s’agit en général de courts récits qui dénoncent des abus. Ils parodient les romans courtois, ou bien représentent la vie des bourgeois et des paysans. Les œuvres les plus renommées de cette littérature sont Le roman de Renard et les fabliaux. Mais on peut citer aussi les proverbes, les recueils de bonnes manières, les arts d'aimer, les arts de mourir où les recommandations se mêlent à des anecdotes quelquefois croustillantes. Toutes ces œuvres s'adressent au public pour rappeler une exigence morale ou religieuse traditionnelle, pour dénoncer une faute, uneuyt[Quoi ?].

## Le Roman de Renart
Ce roman parodie des chansons de geste et les romans courtois pour rappeler la vraie justice royale ou celle des pèlerinages. Il est composé de récits indépendants à l'origine, appelés des «branches», dont la plupart remontent à des contes qui se retrouvent dans le folklore. Ils datent d'époques diverses, mais sont sans cesse renouvelés. Leur unité est créée par la mise en scène des mêmes personnages animaux : Renart le goupil, son dupe Isengrin le loup, Noble le roi lion, etc. Ils transposent dans le monde animal les croisades, les pèlerinages, la chevalerie, la papauté et tous les conflits du monde féodal. La peinture de caractères et les tableaux de mœurs donnent une idée vivante de la société et de l’organisation du monde féodal.

## Les fabliaux
Ce sont de courts récits qui apparaissent dès de début du XIIe siècle et sont créés, dans la plupart, dans le Val de Loire. On les désigne aussi sous le nom de dits, exemples, lais. Les personnages favoris sont la femme rusée, le mari jaloux, le prêtre ivrogne et débauché, le paysan grotesque et borné. Le ressort de l’action est presque toujours une duperie. Le public auquel les fabliaux étaient adressés devait être très large, non seulement bourgeois et populaire, mais aristocratique aussi. Ce genre est caractéristique pour les mentalités de ce temps, représentant dans la culture l’élément humoristique, ce qu’on appelle «la part de rire»

## Le théâtre
Le but du théâtre, au XIe siècle, était d’enseigner la religion chrétienne à travers la vie des saints. D’abord il s’agit de courts dialogues en latin, plus tard d’une série de scènes jouées par des gens d’Église. La pantomime aidait la compréhension du sens du jeu. À partir du XIIe siècle le latin est remplacé par l’ancien français. Avec le temps la mise en scène et le jeu des acteurs prennent de plus en plus d’importance.
Le caractère profane du genre s’accentue progressivement. Au XIIIe siècle dans les villes, de plus en plus riches, les citadins ont besoin de spectacles. Le théâtre quitte le parvis des églises pour déboucher sur les places publiques et dans les rues où public et acteurs (il n’y a pas encore d’acteurs professionnels) se mêlent. Les personnages sont polarisés entre le bien et le mal. L’esprit gaulois se fait sentir dans les soties et les farces. Le comique trouve sa place à côté du religieux et du sérieux.
La représentation théâtrale se prolonge des jours de suite lors d'une fête ou à l’occasion d'une autre cérémonie sociale. Les spectateurs croient en la vérité de ce qui est représenté.